# Gary West

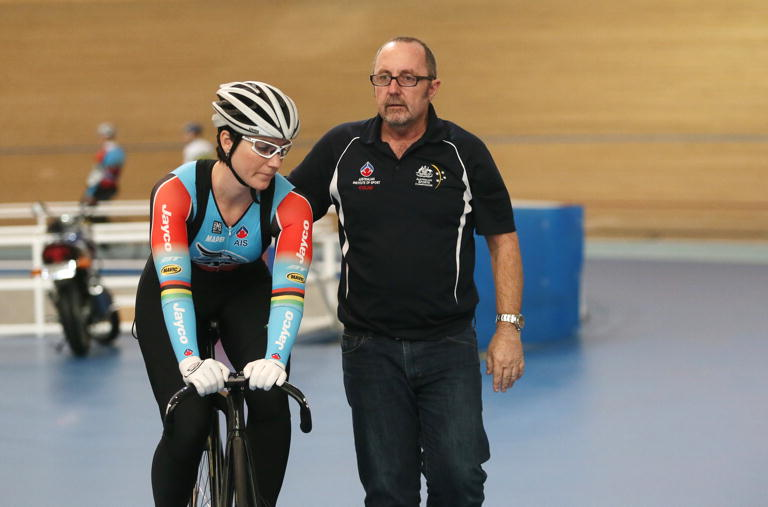
Gary West und Anna Meares

Gary West (* 8. Juni 1960 in Mildura; † 20. August 2017 in Adelaide) war ein australischer Radrennfahrer und nationaler Meister im Radsport.

## Sportliche Laufbahn
West war Teilnehmer der Olympischen Sommerspiele 1984 in Los Angeles. Dort startete er im Punktefahren und schied beim Sieg von Roger Ilegems im Vorlauf aus.
Bei den Wettbewerben im Bahnradsport bei den Commonwealth Games 1982 gewann das australische Team  mit West die Goldmedaille in der Mannschaftsverfolgung.

## Berufliches
West wurde nach seiner aktiven Laufbahn Trainer. Er war für den japanischen und US-amerikanischen Radsportverband als Nationaltrainer im Sprintbereich tätig. 2006 wurde West zum Head Cycling Coach am South Australian Sports Institute ernannt und war einige Zeit auch Nationaltrainer in Australien. Ab 2008 arbeitete er für das Australian Institute of Sport in Adelaide im Kurzstreckensektor. 2016 trat er von allen Ämtern wegen einer Erkrankung zurück.